# 锐裂翠雀花
锐裂翠雀花（学名：Delphinium thibeticum var. laceratilobum）为毛茛科翠雀属下的一个变种。

## 扩展阅读
- 維基物種上的相關：锐裂翠雀花